# Volleyball Casalmaggiore 2024-2025
Questa voce raccoglie le informazioni riguardanti il Volleyball Casalmaggiore nelle competizioni ufficiali della stagione 2024-2025.

## Stagione
Nella stagione 2024-25 il Volleyball Casalmaggiore non utilizza alcun nome sponsorizzato.
Dopo aver ceduto, al termine della stagione precedente, il titolo di Serie A1, partecipa per la terza volta al campionato di Serie A2 terminando il girone A della regular season all'ottavo posto in classifica. Disputa quindi la pool salvezza terminandola al sesto posto che le vale la permanenza nel campionato cadetto.

## Organigramma societario
Area direttiva
- Presidente: Giovanni Ghini
- Team manager: Arianna Baccarini

Area tecnica
- Allenatore: Bruno Napolitano (fino al 10 dicembre 2024), Claudio Cuello (dal 12 dicembre 2024)
- Allenatore in seconda: Guido Beccari

Area comunicazione
- Addetto stampa: Manuel Bongiovanni

Area sanitaria
- Preparatore atletico: Paolo Giordani
- Fisioterapista: Marutti Diego, Fanzaghi Patrizia, Rodella Luca

## Rosa
| N° | Nome                 | Ruolo | Data di nascita  | Nazionalità sportiva |
| -- | -------------------- | ----- | ---------------- | -------------------- |
| 1  | Sofia Nosella        | S     | 22 agosto 2006   | Italia               |
| 4  | Chiara Costagli      | S     | 17 luglio 1998   | Italia               |
| 5  | Martina Cantoni      | P     | 22 ottobre 2006  | Italia               |
| 7  | Melissa Marku        | C     | 18 agosto 2004   | Italia               |
| 9  | Lucrezia Perletti    | C     | 12 marzo 2005    | Italia               |
| 10 | Giulia Pincerato     | P     | 16 marzo 1987    | Italia               |
| 11 | Mika Grbavica        | S     | 8 dicembre 2001  | Croazia              |
| 12 | Ivonee Montaño       | O     | 12 novembre 1995 | Colombia             |
| 13 | Alessandra Ribechi   | L     | 29 maggio 2006   | Italia               |
| 14 | Irene Bovolo         | S     | 15 luglio 2002   | Italia               |
| 15 | Giorgia Faraone      | L     | 6 luglio 1994    | Italia               |
| 16 | Francesca Dalla Rosa | S     | 4 maggio 1998    | Italia               |
| 18 | Betsy Nwokoye        | C     | 18 luglio 2005   | Italia               |

## Mercato
| Acquisti | Acquisti             | Acquisti               | Acquisti   |
| R.       | Nome                 | da                     | Modalità   |
| -------- | -------------------- | ---------------------- | ---------- |
| S        | Irene Bovolo         | Bologna                | definitivo |
| P        | Martina Cantoni      | AGIL                   | definitivo |
| S        | Chiara Costagli      | Vicenza                | definitivo |
| S        | Francesca Dalla Rosa | Clementina             | definitivo |
| S        | Mika Grbavica        | Dresdner               | definitivo |
| C        | Melissa Marku        | Hermaea                | definitivo |
| O        | Ivonee Montaño       | Black Angels Perugia   | definitivo |
| S        | Sofia Nosella        | Amatori Orago          | definitivo |
| C        | Betsy Nwokoye        | Mulhouse               | definitivo |
| C        | Lucrezia Perletti    | Brembo                 | definitivo |
| P        | Giulia Pincerato     | Giorgione              | definitivo |
| L        | Alessandra Ribechi   | San Salvatore Telesino | definitivo |

| Cessioni                               | Cessioni          | Cessioni           | Cessioni   |
| R.                                     | Nome              | a                  | Modalità   |
| -------------------------------------- | ----------------- | ------------------ | ---------- |
| P                                      | Giorgia Avenia    | Pinerolo           | definitivo |
| S                                      | Emma Cagnin       | Firenze            | definitivo |
| C                                      | Valentina Colombo | Cuneo Granda       | definitivo |
| L                                      | Chiara De Bortoli | Megavolley         | definitivo |
| P                                      | Micha Hancock     | LOVB Houston       | definitivo |
| S                                      | Simone Lee        | Megavolley         | definitivo |
| C                                      | Juliët Lohuis     | Toray Arrows Shiga | definitivo |
| C                                      | Linda Manfredini  | Bergamo 1991       | definitivo |
| O                                      | Josephine Obossa  | UYBA               | definitivo |
| S                                      | Elena Perinelli   | Pinerolo           | definitivo |
| O                                      | Malwina Smarzek   | Pinerolo           | definitivo |
| Trasferimenti nel corso della stagione |                   |                    |            |
| S                                      | Mika Grbavica     | Kamnik             | definitivo |

## Risultati

### Serie A2

#### Girone di andata
| 1ª Giornata - 5 ottobre 2024 PalaRadi, Cremona                                   | Casalmaggiore    | 0 - 3 | Helvia Recina        | 14-25, 19-25, 14-25               |
| 2ª Giornata - 13 ottobre 2024 PalaParenti, Santa Croce sull'Arno                 | Castelfranco     | 3 - 2 | Casalmaggiore        | 25-19, 25-21, 23-25, 18-25, 22-20 |
| 3ª Giornata - 19 ottobre 2024 PalaRadi, Cremona                                  | Casalmaggiore    | 3 - 1 | Mondovì              | 25-19, 28-30, 25-21, 25-19        |
| 4ª Giornata - 27 ottobre 2024 PalaRuggi, Imola                                   | CLAI Imola       | 3 - 0 | Casalmaggiore        | 25-16, 25-22, 25-15               |
| 5ª Giornata - 3 novembre 2024 PalaBione, Lecco                                   | Lecco Picco      | 1 - 3 | Casalmaggiore        | 25-17, 22-25, 18-25, 11-25        |
| 6ª Giornata - 9 novembre 2024 PalaRadi, Cremona                                  | Casalmaggiore    | 3 - 2 | Vallecamonica Sebino | 19-25, 25-15, 25-22, 17-25, 15-9  |
| 7ª Giornata - 17 novembre 2024 Palazzetto dello Sport, San Giovanni in Marignano | Adolfo Consolini | 3 - 0 | Casalmaggiore        | 25-14, 25-12, 25-11               |
| 8ª Giornata - 24 novembre 2024 PalaRescifina, Messina                            | Sant'Anna        | 3 - 0 | Casalmaggiore        | 25-17, 25-19, 25-19               |
| 9ª Giornata - 13 novembre 2024 PalaRadi, Cremona                                 | Casalmaggiore    | 0 - 3 | Millenium Brescia    | 17-25, 11-25, 17-25               |

#### Girone di ritorno
| 10ª Giornata - 8 dicembre 2024 PalaFontescodella, Macerata | Helvia Recina        | 3 - 0 | Casalmaggiore    | 25-13, 25-17, 26-24               |
| 11ª Giornata - 14 dicembre 2024 PalaRadi, Cremona          | Casalmaggiore        | 1 - 3 | Castelfranco     | 26-24, 22-25, 19-25, 25-27        |
| 12ª Giornata - 22 dicembre 2024 PalaManera, Mondovì        | Mondovì              | 3 - 0 | Casalmaggiore    | 25-19, 25-22, 25-23               |
| 13ª Giornata - 26 dicembre 2024 PalaRadi, Cremona          | Casalmaggiore        | 3 - 2 | CLAI Imola       | 25-27, 25-17, 25-22, 21-25, 15-11 |
| 14ª Giornata - 6 gennaio 2025 PalaRadi, Cremona            | Casalmaggiore        | 3 - 1 | Lecco Picco      | 25-22, 23-25, 25-23, 27-25        |
| 15ª Giornata - 12 gennaio 2025 Pala CBL, Costa Volpino     | Vallecamonica Sebino | 3 - 0 | Casalmaggiore    | 25-20, 25-17, 25-23               |
| 16ª Giornata - 18 gennaio 2025 PalaRadi, Cremona           | Casalmaggiore        | 0 - 3 | Adolfo Consolini | 22-25, 16-25, 21-25               |
| 17ª Giornata - 25 gennaio 2025 PalaRadi, Cremona           | Casalmaggiore        | 2 - 3 | Sant'Anna        | 26-24, 23-25, 19-25, 25-18, 11-15 |
| 18ª Giornata - 2 febbraio 2025 PalaGeorge, Montichiari     | Millenium Brescia    | 3 - 2 | Casalmaggiore    | 25-21, 23-25, 25-22, 30-32, 15-8  |

#### Pool salvezza
| 1ª Giornata - 15 febbraio 2025 PalaRadi, Cremona                      | Casalmaggiore | 3 - 0 | Hermaea       | 25-23, 25-16, 25-23              |
| 2ª Giornata - 19 febbraio 2025 Pala Francescucci, Casnate con Bernate | Alba          | 3 - 1 | Casalmaggiore | 25-22, 25-14, 20-25, 25-20       |
| 3ª Giornata - 23 febbraio 2025 Palazzetto dello Sport, Concorezzo     | Concorezzo    | 3 - 2 | Casalmaggiore | 25-16, 19-25, 25-22, 24-26, 15-8 |
| 4ª Giornata - 1º marzo 2025 PalaRadi, Cremona                         | Casalmaggiore | 3 - 2 | Offanengo     | 19-25, 25-22, 25-22, 21-25, 15-5 |
| 5ª Giornata - 9 marzo 2025 PalaRadi, Cremona                          | Casalmaggiore | 3 - 0 | Altino        | 25-23, 25-21, 25-20              |
| 6ª Giornata - 16 marzo 2025 Geopalace, Olbia                          | Hermaea       | 3 - 0 | Casalmaggiore | 25-11, 25-19, 25-19              |
| 7ª Giornata - 22 marzo 2025 PalaRadi, Cremona                         | Casalmaggiore | 3 - 0 | Alba          | 25-17, 25-21, 25-21              |
| 8ª Giornata - 29 marzo 2025 PalaRadi, Cremona                         | Casalmaggiore | 3 - 0 | Concorezzo    | 25-15, 25-20, 25-18              |
| 9ª Giornata - 6 aprile 2025 PalaCoim, Offanengo                       | Offanengo     | 0 - 3 | Casalmaggiore | 21-25, 19-25, 21-25              |
| 10ª Giornata - 13 aprile 2025 Palazzetto dello Sport, Vasto           | Altino        | 0 - 3 | Casalmaggiore | 12-25, 11-25, 18-25              |

## Statistiche

### Statistiche di squadra
| Competizione | Punti | In casa | In casa | In casa | In trasferta | In trasferta | In trasferta | Totale | Totale | Totale |
| Competizione | Punti | G       | V       | P       | G            | V            | P            | G      | V      | P      |
| ------------ | ----- | ------- | ------- | ------- | ------------ | ------------ | ------------ | ------ | ------ | ------ |
| Serie A2     | 37    | 14      | 9       | 5       | 14           | 3            | 11           | 28     | 12     | 16     |
| Totale       | -     | 14      | 9       | 5       | 14           | 3            | 11           | 28     | 12     | 16     |

G = partite giocate; V = partite vinte; P = partite perse 

### Statistiche dei giocatori
| Giocatore     | Serie A2 | Serie A2 | Serie A2 | Serie A2 | Serie A2 | Totale | Totale | Totale | Totale | Totale |
| Giocatore     | P        | PT       | AV       | MV       | BV       | P      | PT     | AV     | MV     | BV     |
| ------------- | -------- | -------- | -------- | -------- | -------- | ------ | ------ | ------ | ------ | ------ |
| I. Bovolo     | 17       | 55       | 46       | 5        | 4        | 17     | 55     | 46     | 5      | 4      |
| M. Cantoni    | 9        | 0        | 0        | 0        | 0        | 9      | 0      | 0      | 0      | 0      |
| C. Costagli   | 28       | 305      | 227      | 48       | 30       | 28     | 305    | 227    | 48     | 30     |
| F. Dalla Rosa | 24       | 163      | 140      | 10       | 13       | 24     | 163    | 140    | 10     | 13     |
| G. Faraone    | 28       | 0        | 0        | 0        | 0        | 28     | 0      | 0      | 0      | 0      |
| M. Grbavica   | 5        | 17       | 15       | 1        | 1        | 5      | 17     | 15     | 1      | 1      |
| M. Marku      | 24       | 82       | 47       | 30       | 5        | 24     | 82     | 47     | 30     | 5      |
| I. Montaño    | 28       | 643      | 601      | 32       | 10       | 28     | 643    | 601    | 32     | 10     |
| S. Nosella    | 23       | 25       | 18       | 2        | 5        | 23     | 25     | 18     | 2      | 5      |
| B. Nwokoye    | 28       | 207      | 122      | 80       | 5        | 28     | 207    | 122    | 80     | 5      |
| L. Perletti   | 15       | 38       | 24       | 9        | 5        | 15     | 38     | 24     | 9      | 5      |
| G. Pincerato  | 28       | 73       | 33       | 26       | 14       | 28     | 73     | 33     | 26     | 14     |
| A. Ribechi    | 21       | 3        | 1        | 0        | 2        | 21     | 3      | 1      | 0      | 2      |

P = presenze; PT = punti totali; AV = attacchi vincenti; MV = muri vincenti; BV = battute vincenti